# Maurice Quentin (homme politique)
Pour les articles homonymes, voir Maurice Quentin et Quentin (homonymie).
Gustave Louis Maurice Quentin, dit Maurice Quentin, né à Paris le 15 janvier 1870 et mort le 6 février 1955 dans la même ville, est un avocat et homme politique français. 
Nationaliste et antidreyfusard, il est membre de la Ligue des patriotes de Paul Déroulède, de la Ligue de la patrie française de Jules Lemaître et avocat du journaliste Henri Rochefort. 
Conseiller municipal du quartier des Halles de 1900 à 1940, il devient vice-président du Conseil municipal de Paris en 1910 puis président de 1924 à 1925.

## Biographie
Maurice Quentin est le fils de l'historien Henri Quentin, connu sous le nom de plume de Paul d'Estrée. 
Docteur en droit, il devient secrétaire de la Conférence du stage du barreau de Paris et avocat à la Cour d'appel de Paris.
Conseiller municipal du quartier des Halles de 1900 à 1940, il devient vice-président du Conseil municipal de Paris en 1910.
En 1913, il devient président du Conseil général de la Seine. Il est également président du comité du budget du Conseil général.
En mai 1920, il est nommé membre du comité directeur de la Ligue des patriotes présidée par Maurice Barrès.
Membre du conseil consultatif au Ministère de l'Agriculture de 1915 à 1916, il est élu membre correspondent de l'Académie d'agriculture en 1918.
Il est président du Conseil municipal de Paris de 1924 à 1925.
Maurice Quentin s'occupa particulièrement de l'organisation des expositions et congrès. Secrétaire de la commission des Expositions de l'Hôtel de ville et président de la commission permanente des Congrès, Conférences et Concours au Comité français des Expositions (dont il est également membre du conseil juridique), il est vice-président du comité d'organisation français et président de la Commission des Congrès et Conférences à l'Exposition universelle de Liège, président de la Commission des congrès et conférences aux Expositions internationales de Turin, de Gand, de Leipzig et de Strasbourg, ainsi qu'à l'Exposition internationale des Arts décoratifs de Paris de 1925. Il est également vice-président de l'Association française du froid et de l'Association internationale du froid.
Maurice Quentin épouse en 1903, Édith Miquel (1879-1978) d'où deux filles, l'une qui épouse Stéphane Rodrigues-Henriques, et l'autre, François Javary, fils de Paul-Émile Javary et père de Cyrille Javary.

## Galerie

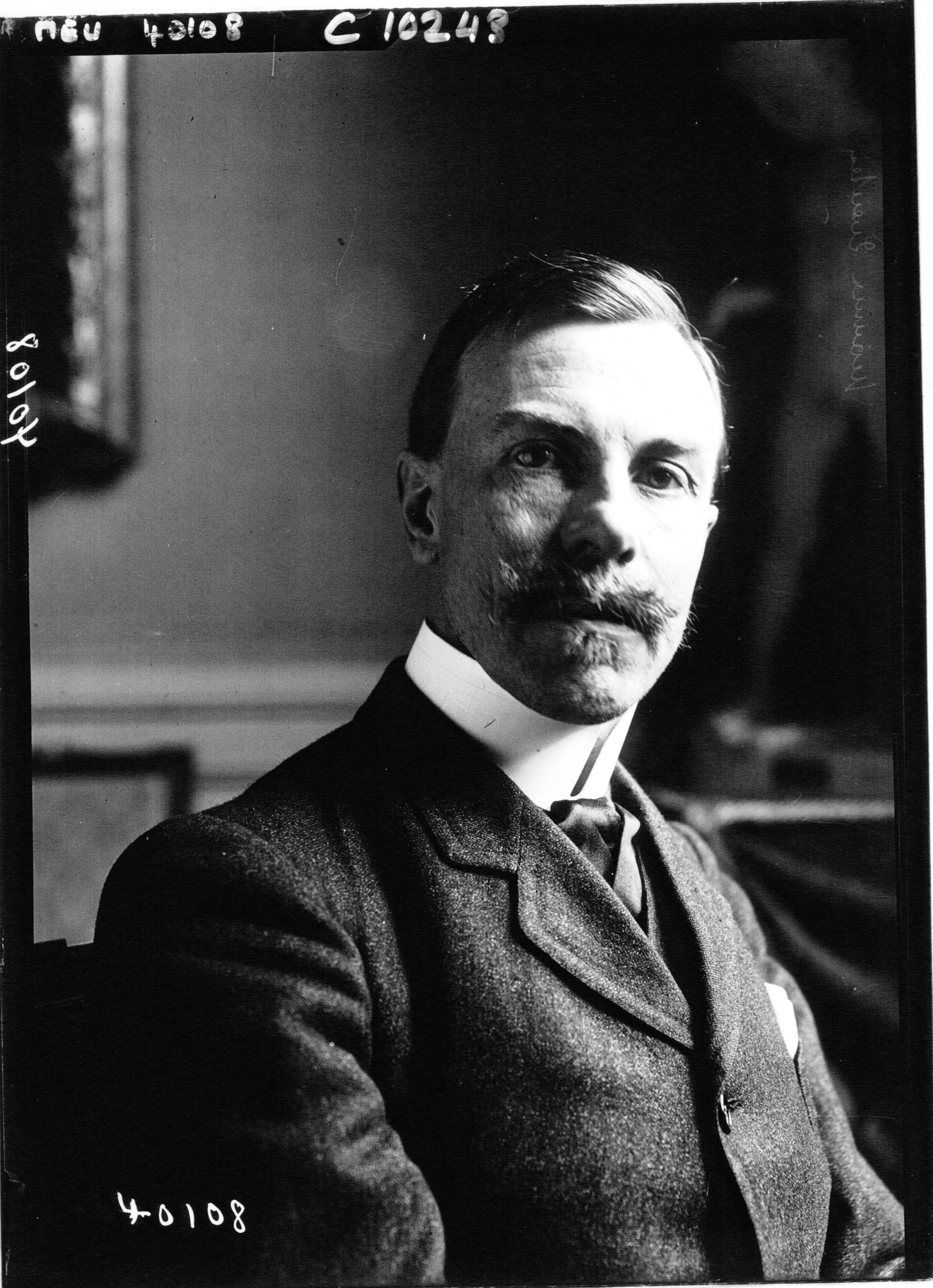
Maurice Quentin en 1913 photographié par Agence de presse Meurisse.
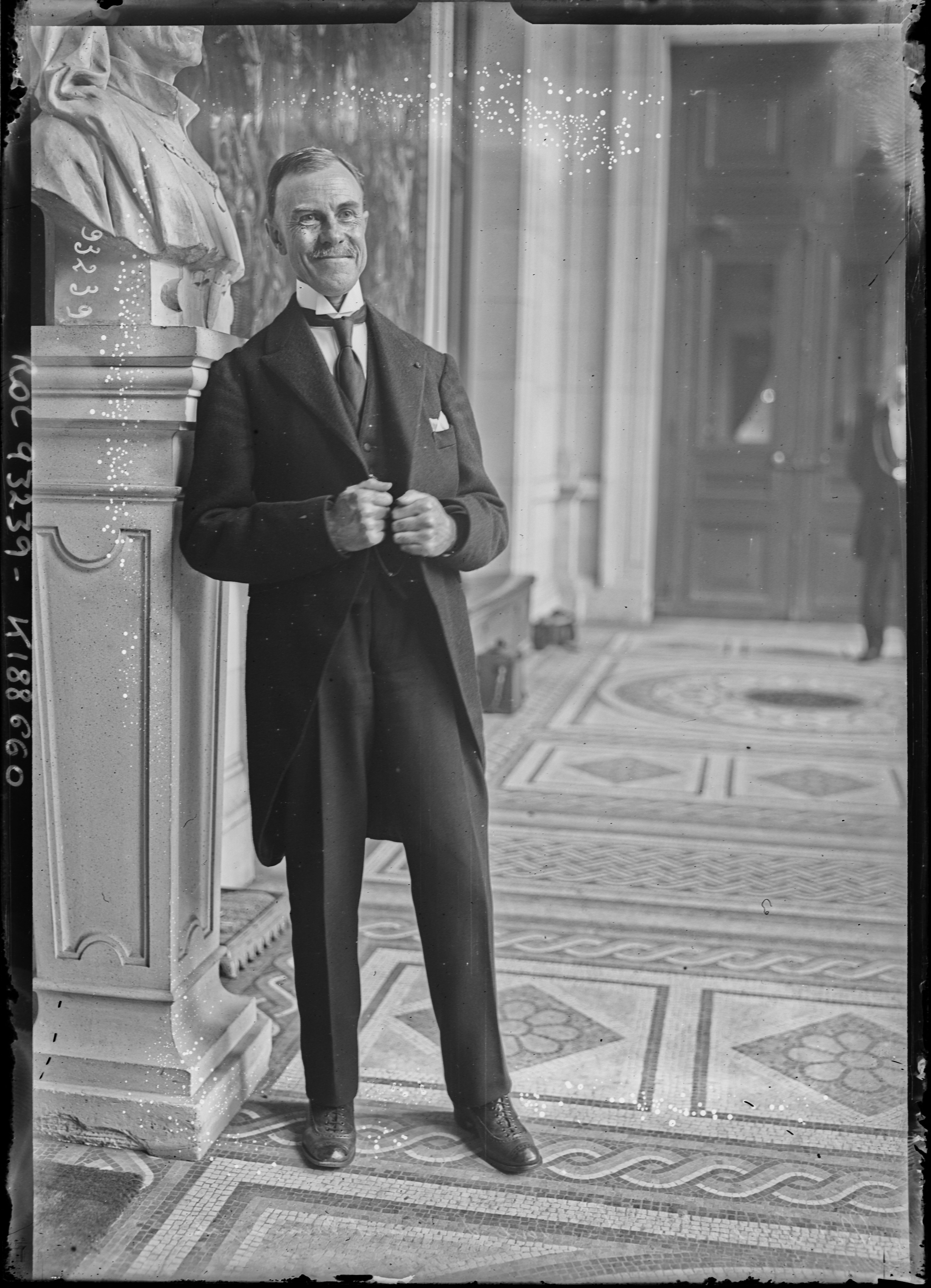
Maurice Quentin en 1924 photographié par Agence Rol.
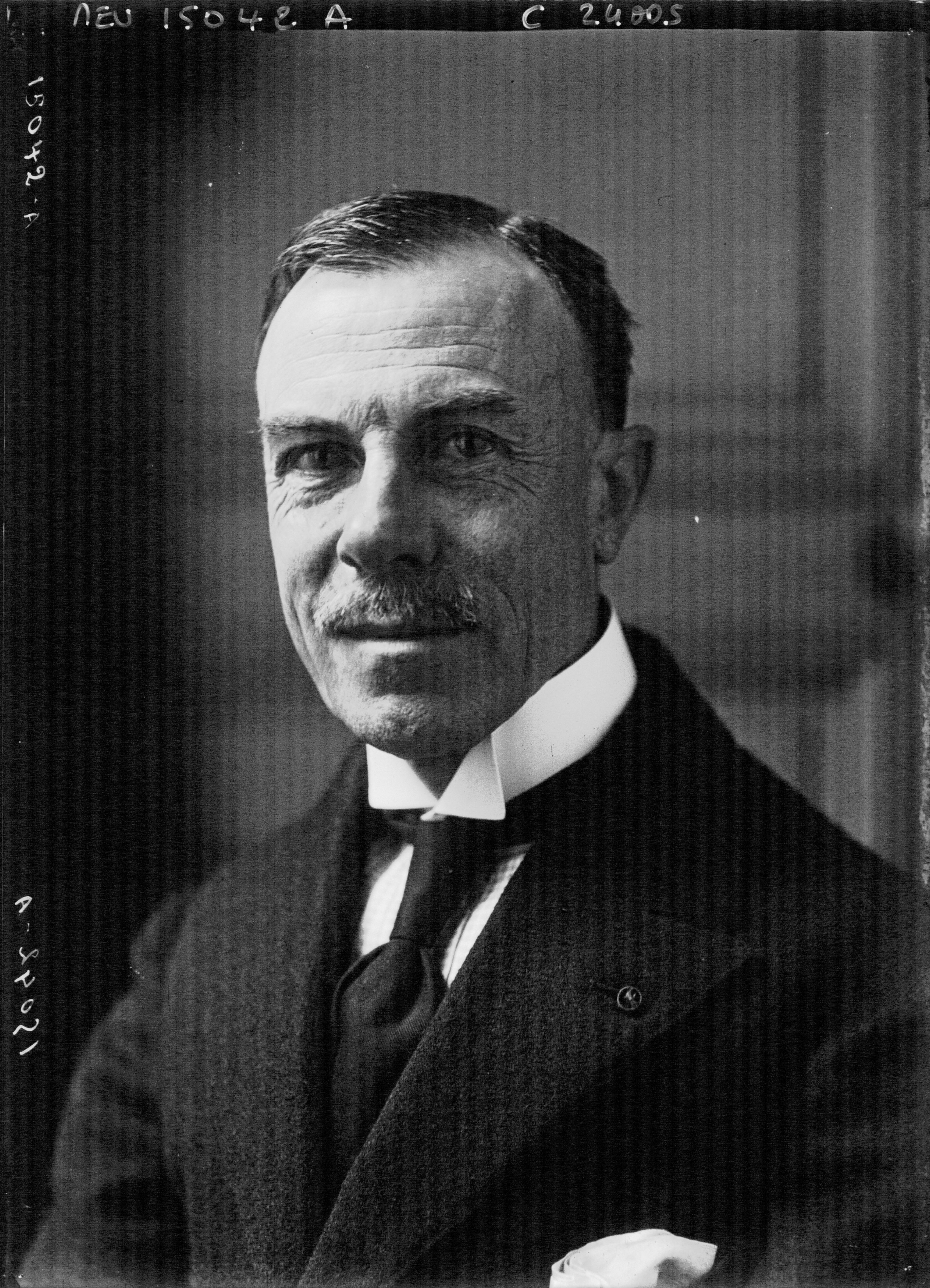
Maurice Quentin en  1924 photographié par Agence de presse Meurisse.
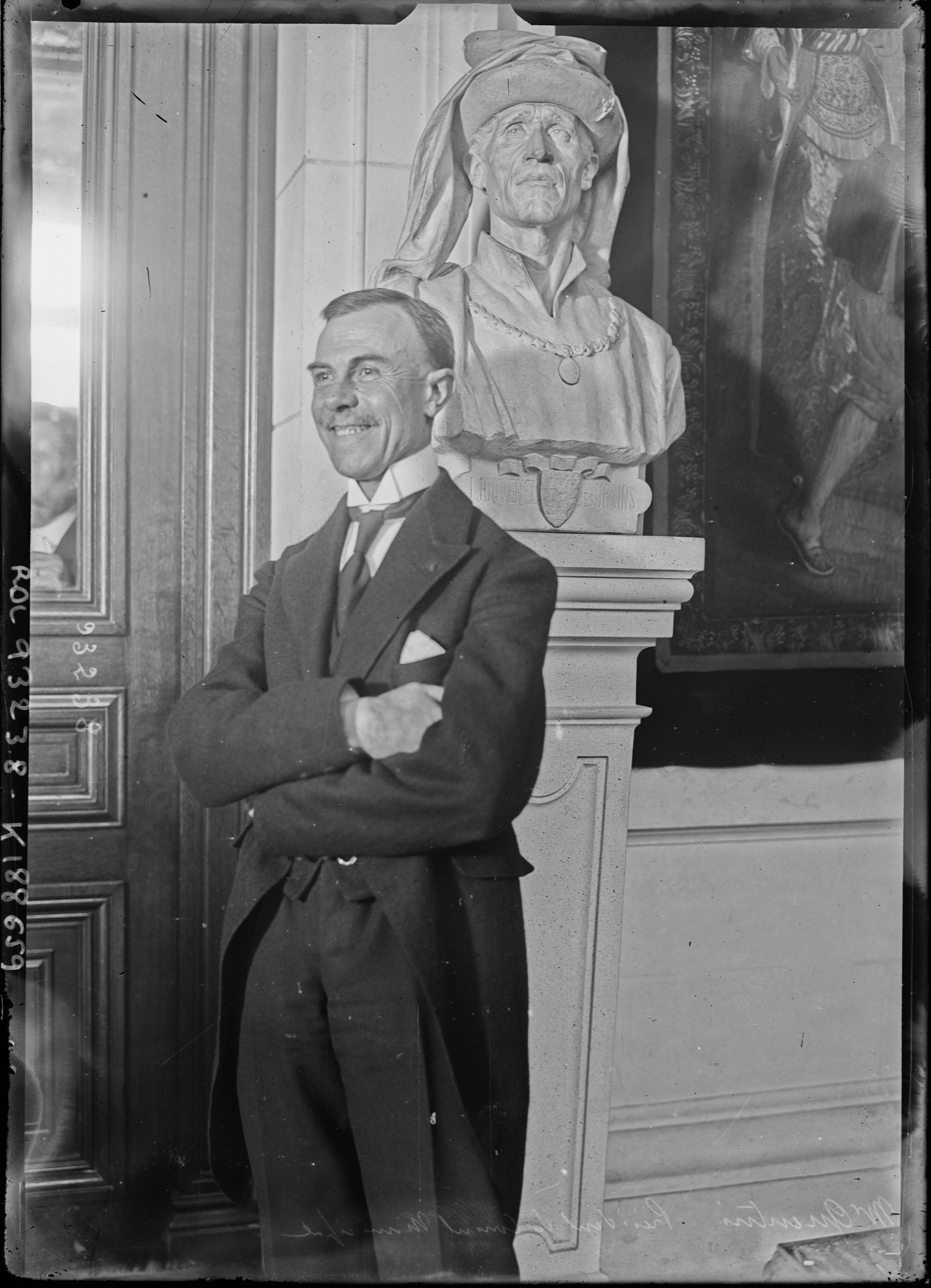
Maurice Quentin en 1924 photographié par Agence Rol.
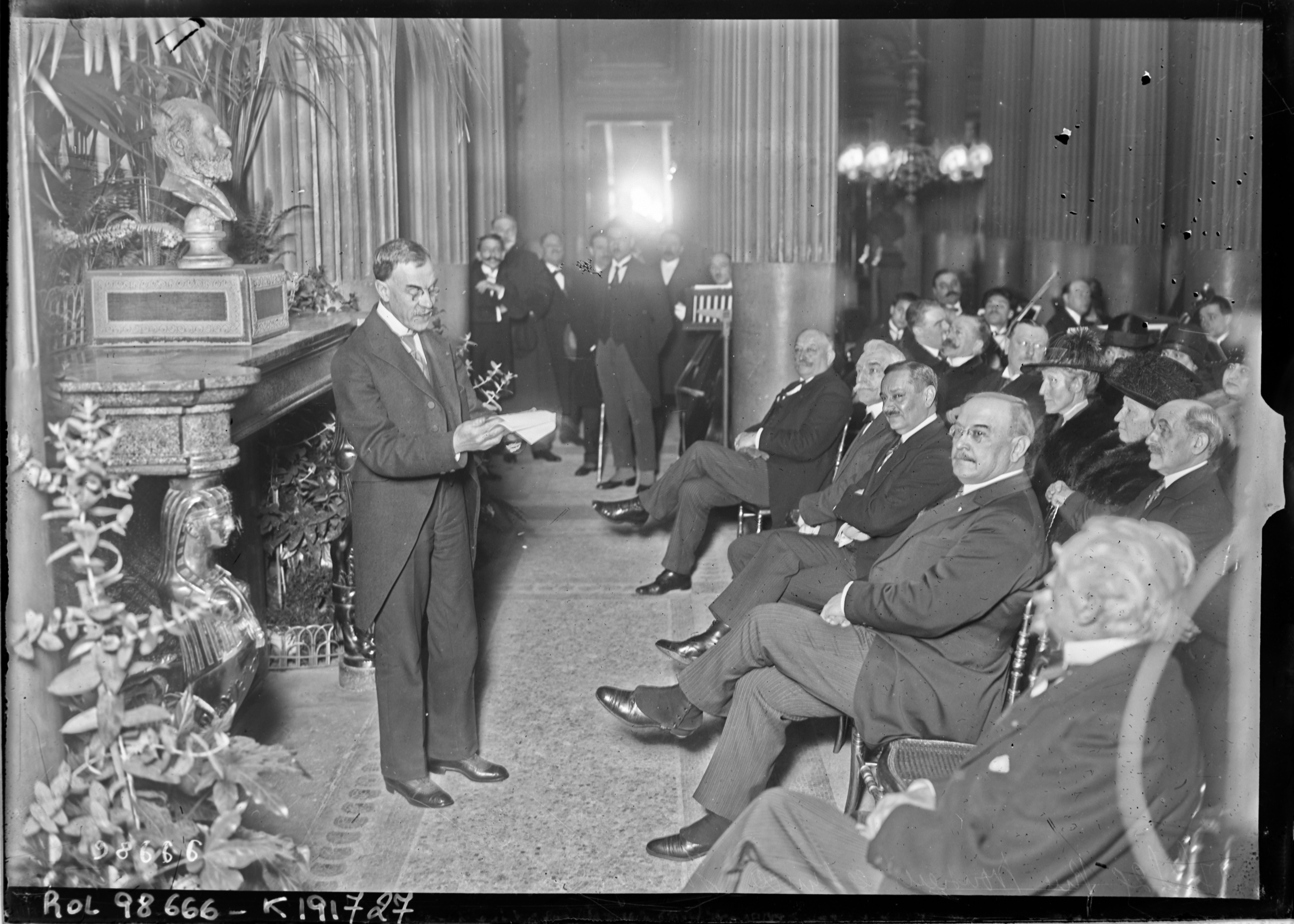
Maurice Quentin en 1925 photographié par Agence Rol entrain d'inaugurer une plaque à Saint-Saëns.

## Décorations
- Commandeur de la Légion d'honneur
- Officier de l'Instruction publique
- Chevalier du Mérite agricole
- Médaille d'argent de la Mutualité de Paris

## Hommages
La place Maurice-Quentin dans le 1er arrondissement de Paris est nommé en sa mémoire.